# 間脳
間脳（かんのう、英: diencephalon）は、左右の大脳半球の間に位置し、大脳半球と脳幹を中継する構造である。下位脳からの入力を中継し大脳皮質に投射する視床や、自律神経の高次中枢である視床下部などの重要な構造を含む。

## 解剖
間脳は上から順に以下の構造によって構成されており、第三脳室を取り囲んでいる。
- 視床上部（epithalamus）
- 背側視床（dorsal thalamus）[狭義の視床]
- 腹側視床（ventral thalamus）[視床下域とも呼ばれる]
- 視床下部（hypothalamus）

これらの構造のうち、ヒトでは背側視床が大きく発達しており間脳の大半を占めている。そのため単に視床と言う場合は背側視床を指していることが多いが、視床上部・背側視床・腹側視床をまとめて視床（この場合は広義の視床）と呼ぶこともあるため注意が必要である。広義の視床と視床下部の間には視床下溝（hypothalamic sulcus）が前後方向に走っており、両者の境界となっている。

## 働き
間脳は大脳半球のほぼ全ての入力と出力を下位中枢と中継する信号の交差点となっている。

### 感覚
視床は嗅覚を除く全感覚の中継にあたる。視覚と関係があると考えられていたのでこの名称がついている。

#### 自律神経
間脳の視床下部は自律神経である交感神経と副交感神経を制御している。交感神経は獲物を捕らえる闘争反応や敵から逃れる逃走反応等を制御し、副交感神経は消化や睡眠等のリラクゼーション反応等を制御する。

#### ホルモン
間脳は視床下部によって脳下垂体を支配して食欲、性欲、睡眠欲等を制御している。また、免疫等も制御する。間脳の体温調節機能に働きかけ熱発させるサイトカインにIL-1やTNFがある。これらは炎症時に直接間脳に働きかけることにより生体の体温を上昇させ、感染から身を守る。

## 画像

間脳の位置を様々な方向から見た動画。赤で示す領域が間脳。（出典：Anatomography）